# 배은희 (1888년)
배은희(裵恩希, 1888년 1월 15일 ~ 1966년 2월 5일)는 장로교 목회자 출신의 대한민국 정치인이다. 일제 말기 신사 참배를 거부한 몇 안되는 목회자이기도 하다. 분열전 대한민국의 연합된 장로교단 총회장을 지냈다. 배은희목사는 대한민국 제2국회의원이며, 대한국민당의 첫발기준비 위원장 이기도 하다. 더불어, 배은희목사는 초대 고시위원장이기도 하다.
경상북도 경산에서 태어나 평양신학교를 졸업하고 목사가 되었다. 일제강점기 말기에 장로교 교단이 신사참배 강요에 따라 신사참배를 결의하고 목회자들의 창씨개명을 강제했을 때, 전북 지역 목회자 80여 명 가운데 창씨개명을 하지 않은 단 두 사람 중 한 명이다.
해방 이후 대한독립촉성국민회 창당에 참여하였고, 대한독립촉성국민회 전라북도 지부장을 거쳐 1945년 12월 신탁통치 반대 운동에 참여하였다. 그 뒤 대한민국 정부 수립 주장에 찬성하여 1948년 5.10 총선거에 출마하였으나 낙선했다. 1948년 윤치영, 신익희, 이청천, 임영신, 이인 등과 함께 대한국민당 창당에 참여하였다. 그러나 이듬해 신익희, 이청천 등의 탈당으로 약화된 대한국민당을 지도하였고 1950년 제2대 국회의원 총선거에 출마하여 당선된다.
그러나 이후 윤치영, 이범석, 임영신 등이 제거되면서 그도 정계에서 축출된다.

## 약력
- 평양신학교 졸업
- 반탁투위 경북도 지부장
- 대한독립촉성국민회 전북도 지부장
- 대한국민당 발기준비 위원장
- 국가고시출제위원회 위원장
- 제2대 국회의원

## 역대 선거 결과
|  | 21.14% |

|  | 0% |

|  | 24.66% |

|  | 5.31% |

## 같이 보기
| - 평양신학교 - 신사참배 - 창씨개명 - 이상재 - 주기철 - 오영섭 - 조만식 - 류영모 - 윤치호 - 안재홍 - 이승만 - 제1공화국 | - 신탁통치 반대운동 - 대한독립촉성국민회 - 대한국민당 - 김구 - 이범석 - 윤치영 - 임병직 - 임영신 - 이인 - 이청천 - 신익희 |

## 참고 자료
- 《대한민국 의정총람》, 국회의원총람발간위원회, 1994년
- 배은희 - 대한민국헌정회
- 김수진 (2005년 9월 20일). 〈제32회 총회장 김응순 목사 (1946-1947년)〉. 《총회를 섬겨온 일꾼들》. 서울: 한국장로교출판사. ISBN 89-398-0643-3.